# This Summer
This Summer è il terzo EP della cantante canadese Alessia Cara, pubblicato nel 2019.

## Tracce
1. Ready – 2:59
2. What's on Your Mind? – 3:14
3. Like You – 2:24
4. Okay Okay – 2:38
5. Rooting for You – 2:56
6. October – 4:01